# I’ll Find My Way Home
I’ll Find My Way Home ist ein Lied von Jon & Vangelis, das 1981 auf dem Album The Friends of Mr. Cairo veröffentlicht wurde. Es wurde von Jon Anderson und Vangelis geschrieben.
Ende November 1981 wurde es als Single ausgekoppelt und erreichte in mehreren europäischen Ländern die Top Ten, unter anderem in den UK Singles Charts.

## Rezeption
Steven McDonald von AllMusic nannte den Song "atemberaubend".

## Coverversionen
Das Lied wurde vielfach gecovert, so 1982 von Waterloo, 1984 von Ana Belén, 1987 von Chayanne, 1997 von Project Pitchfork, 1998 von Demis Roussos und 2003 von Gregorian. Der Song ist auch in dem Film The Challenger zu hören.